# Robert Hilgendorff
Robert Hilgendorff (* 27. Dezember 1856 in Platzig; † 20. November 1912 ebenda) war Rittergutsbesitzer und Mitglied des Deutschen Reichstags.

## Leben
Hilgendorff besuchte die Gymnasien in Konitz und Neustettin. 1882 übernahm er das väterliche Gut Platzig. 1885 wurde er in den Kreistag und 1897 zum Kreisdeputierten für den Kreis Schlochau gewählt.  Am 1. Oktober 1877 war er als Einjähriger beim 2. Garde-Ulanen-Regiment eingetreten und ab 1880 Reserve-Offizier beim Dragoner-Regiment „Prinz Albrecht von Preußen“ (Litthauisches) Nr. 1.
Von 1894 bis 1903 war er Mitglied des Preußischen Abgeordnetenhauses und von Mai 1894 bis 1903 des Deutschen Reichstags für den Wahlkreis Marienwerder 7 (Schlochau, Flatow) und die Deutschkonservative Partei.